# Marco Stiepermann
Marco Stiepermann (* 9. Februar 1991 in Dortmund) ist ein deutscher Fußballspieler.

## Karriere
Stiepermann begann in der Jugend von Borussia Dortmund mit dem Fußballspielen. Seinen ersten Auftritt im Westfalenstadion hatte er bereits als Zehnjähriger, als er am 28. Juli 2001 den neuen BVB-Profi Márcio Amoroso bei dessen erstem Spiel als Einlaufkind aufs Feld begleitete.
In der Saison 2009/10 war Stiepermann noch für die U-19 des BVB spielberechtigt, gab jedoch schon in der Rückrunde der Saison 2008/09 sein Debüt im Seniorenbereich, als er für die zweite Mannschaft des BVB in der Regionalliga West auflief. Sein erstes Bundesligaspiel absolvierte er am 13. Dezember 2009 beim 3:1 in Wolfsburg, als er in der 86. Minute für Lucas Barrios eingewechselt wurde. Im Rückspiel erzielte er in der 81. Minute seinen ersten Bundesligatreffer zum 1:1-Endstand.
Ab September 2010 stand er auch im Kader der deutschen U-20-Junioren. In seinem zweiten U-20-Länderspiel gegen Italien erzielte er das zwischenzeitliche 2:0.
Zur Saison 2011/12 lieh Alemannia Aachen Stiepermann für ein Jahr von Dortmund aus. Zur Saison 2012/13 verpflichtete der FC Energie Cottbus Stiepermann. Er unterschrieb einen Dreijahresvertrag bis zum 30. Juni 2015. Zur Spielzeit 2014/15 wechselte der 23-Jährige vom FC Energie zur SpVgg Greuther Fürth und erhielt einen Vertrag bis 2017. Im Sommer 2016 wechselte Stiepermann zum Ligakonkurrenten VfL Bochum, ein Jahr später zum englischen Zweitligisten Norwich City, der zu dem Zeitpunkt von Daniel Farke trainiert wurde. In der Saison 2018/19 feierte er mit Norwich die Zweitligameisterschaft und stieg in die Premier League auf. Stiepermann hatte mit neun Toren in 43 Spielen dazu beigetragen.
Nach Ende der Saison 2020/2021 löste er aufgrund einer Long-Covid-Erkrankung seinen Vertrag auf.
Zu Beginn der Saison 2021/2022 unterschrieb er einen Vertrag beim SC Paderborn. Zur darauffolgenden Saison schloss er sich dem Viertligisten Wuppertaler SV an.

## Titel und Erfolge
- Deutscher Meister: 2011 mit Borussia Dortmund
- Englischer Zweitligameister: 2019, 2021 mit Norwich City